# Radvánszky János
Radvánszky János, radványi (Batizfalva, 1666. december 6. – Radvány, 1738. március 26.) II. Rákóczi Ferenc tanácsosa, költő és naplóíró, evangélikus egyházkerületi felügyelő.

## Családja
Zólyom vármegyei evangélikus középnemesi család sarja, Radvánszky György (1615–1687) eperjesi vértanú és Máriássy Johanna Kata fia. 1694. június körül feleségül vette Szentiványi Anna Máriát (1679 – 1737. november 27.), Szentiványi Ádám és Záborszky Zsuzsa leányát, Szentiványi János kuruc brigadéros féltestvérét.

## Élete

### Gyermek- és ifjúkora
Tanulmányait a szülői háznál kezdte magántanítók vezetése alatt, kik között a Szelepcsényi-féle üldözés hatása alatt "pápista praeceptora" is volt. Később Gács várában (1679), majd az eperjesi evangélikus főiskolán (1683. január – 1685) tanult. (Eperjesen ekkor olyan híres tanárok tanítottak, mint Ladivér Illés igazgató, vagy Schwarz János.)
1685-ben csatlakozott a Thököly-szabadságharchoz, amely azonban már az év őszén elbukott. Radvánszky ekkor visszatért szüleihez Radványba. 1687. február 27-én Caraffa császári tábornagy az egész családot elfogatta és Eperjesre vitette. Édesapját az eperjesi vésztörvényszék elé állították, megkínozták és kivégezték, a család birtokait lefoglalták.
Az ifjú Radvánszky hosszú évekig hiába próbálta visszaszerezni elkobzott javait. Sorra járta a főbb urakat Bécsben, Pozsonyban, felkereste a nádort, az országbírót, sőt még Caraffát is. Végül tíz évi utánjárást követően, 1697. február 20-án, Kollonich Lipót érsek közbenjárására, kamarai becs mellett, I. Lipót új adománya útján, terhes záradékkal kerültek azok vissza. 1701-ben pallosjogára is új adományt nyert I. Lipóttól.
Közben tevékeny részt vett a helyi közéletben, megjelent Hont és Zólyom vármegyék gyűlésein, 1695–1701 között Zólyom vármegye esküdtjeként szerepel, 1702–1704 között pedig alispáni tisztséget viselt ugyanott.

### Részvétele aRákóczi-szabadságharcban
II. Rákóczi Ferenc felkelésének híre megyéjében érte, ahol 1703. szeptember 6-án Besztercebánya tanácsa a város kapitányává is megválasztotta. Szeptember 23-án Besztercebánya meghódolt Zábreczky László kuruc kapitány csapatai előtt, s maga Radvánszky is Rákóczi meggyőződéses híve lett. Előbb (1703. december – 1704. január) a megye kapitányaként irányította Zólyom és Csábrág várának ostromát, majd hamarosan tagja lett a fejedelem Udvari Tanácsának.
Rákóczi 1704. június 13-án fejedelmi biztosként küldte Erdélybe, hivatalosan az ottani kuruc csapatok összeírására és az általuk okozott károk felmérésére, valójában a fejedelemválasztó országgyűlés előkészítésére. Feladatának teljesítése után, 1705 elején visszatért Magyarországra.
A szécsényi országgyűlésen a protestáns köznemesek 1705. szeptember 14-én az alsótábla elnökévé választották, Rákóczi azonban másnap érvénytelenítette a határozatot, és a gyűlés együttes ülésezéssel (tehát nem szabályos kétkamarás diétaként) folytatódott. Radvánszky a gyűlésen összetűzésbe került Szentiványi László gróffal, az eperjesi vésztörvényszék egykori bírájával, s nyilván nagy része volt a kivégzettek családjainak kártalanításáról hozott törvénycikkek előkészítésében. 1705. szeptember 30-án kincstartóvá, tulajdonképpen a Gazdasági Tanács alelnökévé választották.
Rákóczi 1706-ban a rivestyei uradalommal jutalmazta szolgálatait.
A felkelés hanyatlásakor a császári seregek elől családjával együtt előbb Késmárkra, majd Eperjesre, végül 1710. december közepén Lengyelországba menekült. 1711. április elején hazatért, és még a szatmári béke megkötése előtt letette a hűségesküt a császárra, melyről Nagykárolyban 1711. április 9-én tanúsítványt kapott gróf Pálffy Jánostól.

### Az életpálya vége
Radvánszky a következő évtizedekben csendes életet élt. Zólyom vármegye újra megválasztotta alispánjának, és az országgyűlésen is többször (1715, 1717) részt vett, utoljára 1727–28-ban. 1735-ben a Bányai Evangélikus Egyházkerület felügyelőjévé választották, Michaelides Sámuel püspök elnöktársaként. Ezt a tisztségét csak három évig, haláláig tölthette be. Nejét alig négy hónappal élte túl. Evangélikus hitük ellenére mindketten a radványi római katolikus templomban lévő családi sírboltban nyugszanak. Latin sírkőfeliratukat Nagy Iván közölte hatalmas családtörténeti művében, de a római naptár szerint megadott dátumokat hibásan oldotta fel.

## Művei
Irodalmi működése tanulókörében veszi kezdetét, költői működésének azonban java része szerelmi lírája, első alispánkodása és házassága idejére esik, mely a Hont vármegyei Felsőalmáson, a Kriván-hegy tövében, vagy a szandahegyi tartózkodása alatt kelt.

### Kézirati munkái
- Napló, kora eseményeiről 1687-től kezdve; ennek töredéke (Radvánszky György 1687. évi elfogatásáról és mártírhaláláról) eredetiben és László fia másolatában is fennmaradt
- Emlékeztető jegyzetek (1683–1734), melyeket 54 darab egykorú lőcsei, nagyszombati, komáromi, bártfai és debreceni kalendáriumba írt be, s naplójának alapjául szolgáltak
- Latin emlékvers Zimmermann János halálára (1683. április)
- Terjedelmes naplója (1687–1697), melybe birtokai visszaszerzéséért tett útjait, levelezéseit és beadványait is leírta
- Önéletrajzának egy töredéke
- Naplójegyzetei 1691–1697. bécsi követségéről
- Napló az 1715. évi országgyűlésről
- Napló az 1717. évi országgyűlésről
- Szerelmes versek (1693–1734.) huszonnégy költemény két kéziratos kódexben

### Nyomtatásban megjelentek
- Naplójának töredéke (Győri Közlöny, 1868. 25. szám)
- Radvánszky János naplója, adalék az eperjesi vértörvényszékhez. Közli: Pap Dénes (M. Polgár Naptára  1870)
- Levelei az Archivum Rákóczianumban (lásd a X. kötet végi névmutató alapján)
- Néhány költeménye Abafi Figyelője I. és V. kötetében
- Szerelmes verseit életrajzi bevezetéssel kiadta báró Radvánszky Béla: Radvánszky János versei 1666–1738. Budapest, 1904
- Levelezéseit, melyek különösen a Rákóczi-féle mozgalom történetére szolgáltatnak becses adatokat, báró Radvánszky Béla rendezte sajtó alá.